# Komórki Kupffera

Ułożenie komórek w wątrobie

Komórki Kupffera, komórki Browicza-Kupffera – osiadłe makrofagi występujące między komórkami śródbłonka, w ścianie naczyń zatokowych wątroby. Są częścią układu siateczkowo-śródbłonkowego, stanowiąc około 15–20% jej komórek.
Po raz pierwszy zostały zaobserwowane w 1876 przez Karla Wilhelma von Kupffera, który nazwał je Sternzellen (komórki gwiaździste lub gwiazdowate). Przypuszczał on (błędnie), że są integralną częścią śródbłonka naczyń krwionośnych wątroby. Dopiero w 1898 Tadeusz Browicz prawidłowo zidentyfikował je jako makrofagi.

## Budowa
- nieregularna powierzchnia, liczne lizosomy i heterofagosomy
- brak połączeń z komórkami śródbłonka
- przytwierdzenie do powierzchni zatoki długimi wypustkami, przeważnie o charakterze spłaszczonych lamelipodiów, które przez otwory w śródbłonku mogą penetrować do przestrzeni okołozatokowej

## Funkcje
- zapobieganie krzepnięciu krwi, poprzez fagocytozę włóknika
- udział w mechanizmach odpornościowych organizmu, poprzez fagocytozę bakterii
- fagocytoza komórek nowotworowych, kompleksów przeciwciało–antygen, zużytych erytrocytów lub ich fragmentów (proces ten dokonuje się głównie w śledzionie, ale po jej chirurgicznym usunięciu funkcję tę przejmuje wątroba)